# St. Georg (Ottenstein)

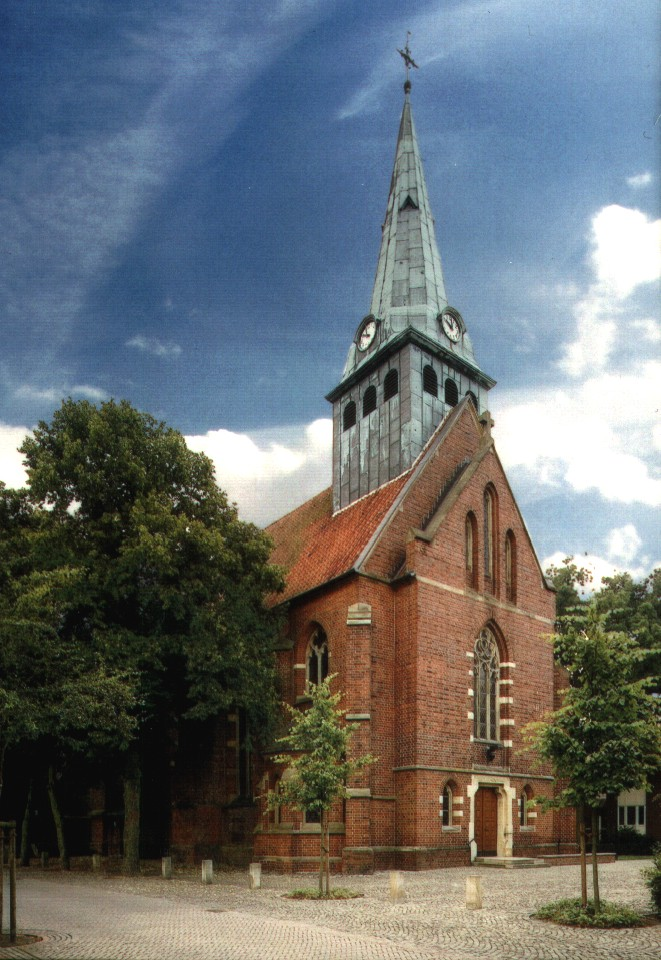
St. Georg

Die katholische Pfarrkirche St. Georg ist ein denkmalgeschütztes Gebäude in Ottenstein, einem Stadtteil von Ahaus im Kreis Borken (Nordrhein-Westfalen).

## Geschichte und Architektur
Eine Kapelle ist seit 1292 belegt. Ab 1365 ist die Gemeinde Pfarre, sie wurde von Vreden abgepfarrt. Die Burggrafen von Solms übten bis 1408 das Patronatsrecht auf Besetzung der Pfarrstelle aus. Die Saalkirche von 1521 mit niedrigem eingezogenen Chor ist ein Ziegelbau mit mäßiger Werksteingliederung. Sie wurde einem Gelübde des Edlen Theodor von Ketteler gemäß, zu einer dreijochigen Saalkirche erweitert. Aus Steinen der Burgruine wurde 1754 durch Pfarrer Johannes Spahn die Kirche um ein Joch nach Westen erweitert. Das ansonsten einsturzgefährdete Gebäude wurde durch eindrucksvolle Außenpfeiler stabilisiert.  Ein Joch wurde um 1900 im Westen angebaut und zur selben Zeit wurde das Fenstermaßwerk im Schiff erneuert. Das alte Portal mit gotischer Inschrift und Renovierungsdatum 1754 wurde wiederverwendet. Der alte Kirchturm musste 1915 abgebrochen werden. Ein kupferbeschlagener Dachreiter wurde 1929 dem westlichen Ende des Daches aufgesetzt. Eine umfangreiche Innen- und Außenrenovierung wurde 2009 vorgenommen.

## Ausstattung
- Von dem Hochaltar aus dem 17. Jahrhundert ist nur das um 1650 von Christoph Bernhard von Galen gestiftete Altarbild erhalten. Es zeigt die Kreuzigung Christi.
- Der nördliche, im Knorpelstil gehaltene Seitenaltar stammt von 1680
- Der südliche Seitenaltar entstand um 1740
- Eine stehende Muttergottes aus Holz vom Ende des 17. Jahrhunderts
- Ein niederländisches Gemälde, Georg kämpft mit dem Drachen vom 17. Jahrhundert
- Der schlichte Kelch mit Rippennodus entstand um 1300[1][2]